# Natació al Campionat del Món de natació de 2013 – 200 m papallona femení
Els 200 m papallona femení es van celebrar entre el 31 de juliol i 1 d'agost de 2013 al Palau Sant Jordi a Barcelona.

## Rècords
Els rècords del món abans de començar la prova:
| Rècord del món       | Liu Zige, R.P. de la Xina | 2:01.81 | Jinan, Xina  | 21 d'octubre de 2009 |
| Rècord del campionat | Jessicah Schipper Suècia  | 2:03.41 | Roma, Itàlia | 31 de juliol de 2009 |

## Resultats
RN: Rècord nacional
NP: No presentada

### Sèries
| Posició | Sèries | Carrer | Nom                      | País            | Temps   | Notes |
| ------- | ------ | ------ | ------------------------ | --------------- | ------- | ----- |
| 1       | 2      | 4      | Mireia Belmonte          | Espanya         | 2:07.21 | Q     |
| 2       | 2      | 3      | Katinka Hosszú           | Hongria         | 2:07.51 | Q     |
| 3       | 1      | 4      | Natsumi Hoshi            | Japó            | 2:07.59 | Q     |
| 4       | 3      | 3      | Liu Zige                 | R.P. de la Xina | 2:07.63 | Q     |
| 5       | 3      | 4      | Jiao Liuyang             | R.P. de la Xina | 2:07.79 | Q     |
| 6       | 3      | 5      | Cammile Adams            | Estats Units    | 2:07.83 | Q     |
| 7       | 1      | 5      | Zsuzsanna Jakabos        | Hongria         | 2:07.87 | Q     |
| 8       | 1      | 6      | Stefania Pirozzi         | Itàlia          | 2:08.50 | Q     |
| 9       | 3      | 2      | Franziska Hentke         | Alemanya        | 2:08.51 | Q     |
| 10      | 1      | 3      | Audrey Lacroix           | Canadà          | 2:09.13 | Q     |
| 11      | 3      | 6      | Judit Ignacio Sorribes   | Espanya         | 2:09.48 | Q     |
| 12      | 2      | 5      | Jemma Lowe               | Regne Unit      | 2:10.21 | Q     |
| 13      | 2      | 2      | Madeline Dirado          | Estats Units    | 2:10.25 | Q     |
| 14      | 2      | 6      | Katerine Savard          | Canadà          | 2:10.72 | Q     |
| 15      | 1      | 7      | Andreina Pinto           | Veneçuela       | 2:10.74 | Q     |
| 16      | 3      | 7      | Joanna Maranhão          | Brasil          | 2:11.14 | Q     |
| 17      | 1      | 1      | Samantha Lee             | Nova Zelanda    | 2:11.95 |       |
| 18      | 2      | 1      | Rita Medrano             | Mèxic           | 2:12.41 |       |
| 19      | 1      | 2      | An Se-Hyeon              | Corea del Sud   | 2:13.26 |       |
| 20      | 3      | 1      | Yana Martynova           | Rússia          | 2:13.99 |       |
| 21      | 3      | 8      | Quah Ting Wen            | Singapur        | 2:14.10 |       |
| 22      | 2      | 8      | Monalisa Lorenza         | Indonèsia       | 2:18.24 |       |
| 23      | 1      | 8      | Julimar Avila            | Hondures        | 2:19.56 |       |
| 24      | 3      | 0      | Maria Far Nunez          | Panamà          | 2:22.37 |       |
| 25      | 1      | 0      | Pooja Alva               | Índia           | 2:31.76 |       |
| 26      | 2      | 0      | Amboratiana Domoinannava | Madagascar      | 2:40.51 |       |
| 27      | 2      | 7      | Ingvild Snildal          | Noruega         |         | NP    |

### Semifinals

#### Semifinal 1
| Posició | Carrer | Nom              | País            | Temps   | Notes |
| ------- | ------ | ---------------- | --------------- | ------- | ----- |
| 1       | 3      | Cammile Adams    | Estats Units    | 2:06.75 | Q     |
| 2       | 4      | Katinka Hosszú   | Hongria         | 2:06.85 | Q     |
| 3       | 5      | Liu Zige         | R.P. de la Xina | 2:07.18 | Q     |
| 4       | 2      | Audrey Lacroix   | Canadà          | 2:07.91 |       |
| 5       | 6      | Stefania Pirozzi | Itàlia          | 2:08.09 |       |
| 6       | 7      | Jemma Lowe       | Regne Unit      | 2:08.53 |       |
| 7       | 1      | Katerine Savard  | Canadà          | 2:10.42 |       |
| 8       | 8      | Joanna Maranhão  | Brasil          | 2:14.07 |       |

#### Semifinal 2
| Posició | Carrer | Nom                    | País            | Temps   | Notes |
| ------- | ------ | ---------------------- | --------------- | ------- | ----- |
| 1       | 4      | Mireia Belmonte        | Espanya         | 2:06.53 | Q     |
| 2       | 5      | Natsumi Hoshi          | Japó            | 2:07.18 | Q     |
| 3       | 6      | Zsuzsanna Jakabos      | Hongria         | 2:07.31 | Q     |
| 4       | 3      | Jiao Liuyang           | R.P. de la Xina | 2:07.70 | Q     |
| 5       | 7      | Judit Ignacio Sorribes | Espanya         | 2:07.86 | Q     |
| 6       | 2      | Franziska Hentke       | Alemanya        | 2:07.87 |       |
| 7       | 1      | Madeline Dirado        | Estats Units    | 2:08.28 |       |
| 8       | 8      | Andreina Pinto         | Veneçuela       | 2:10.11 | RN    |

### Final
| Posició | Carrer | Nom                    | País            | Temps   | Notes |
| ------- | ------ | ---------------------- | --------------- | ------- | ----- |
| 1       | 6      | Liu Zige               | R.P. de la Xina | 2:04.59 |       |
| 2       | 4      | Mireia Belmonte        | Espanya         | 2:04.78 |       |
| 3       | 3      | Katinka Hosszú         | Hongria         | 2:05.59 |       |
| 4       | 2      | Natsumi Hoshi          | Japó            | 2:06.09 |       |
| 5       | 7      | Zsuzsanna Jakabos      | Hongria         | 2:06.58 |       |
| 6       | 1      | Jiao Liuyang           | R.P. de la Xina | 2:06.65 |       |
| 7       | 5      | Cammile Adams          | Estats Units    | 2:07.73 |       |
| 8       | 8      | Judit Ignacio Sorribes | Espanya         | 2:08.40 |       |